# Переволочна (Кобеляцький район)

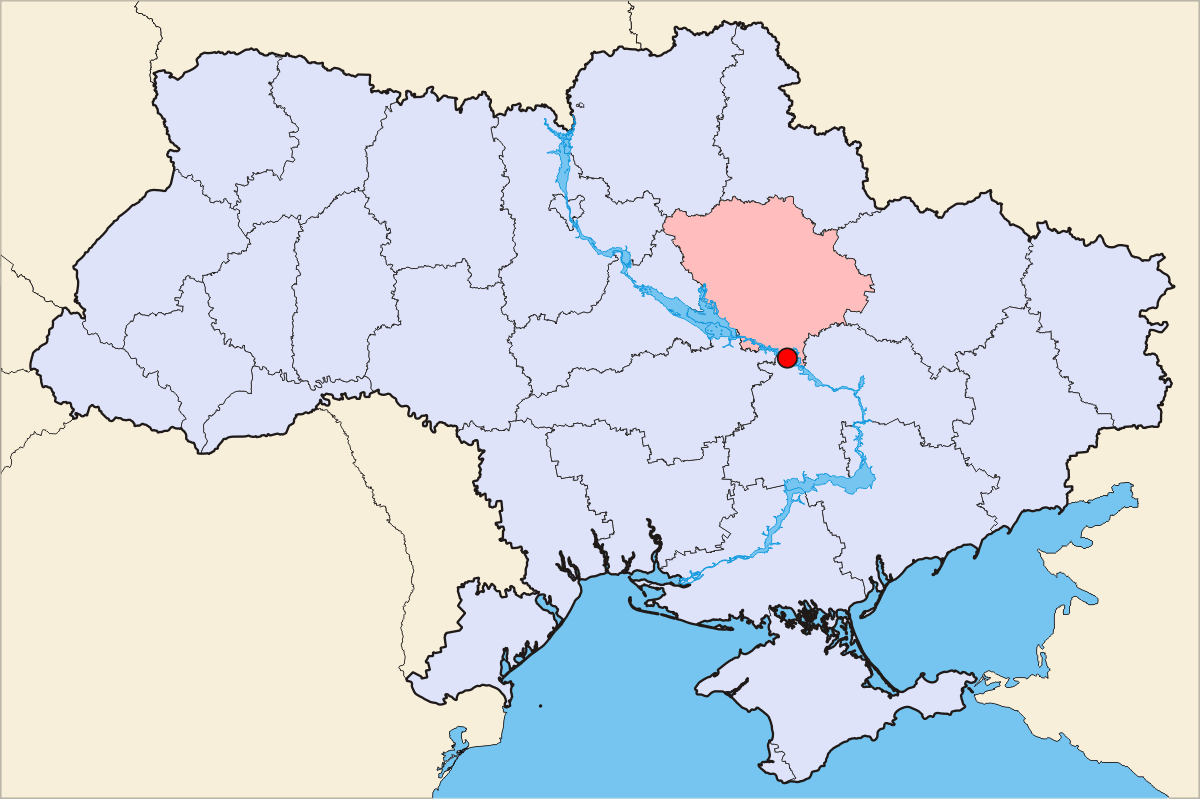
Розташування села Переволочна

Переволочна на мапі 1888 року

Переволочна на мапі 1953 року

Переволо́чна — містечко, пізніше — село на півдні нинішнього Полтавського району Полтавської області, що існувало до 1964 року поряд з теперішнім селом Світлогірське. Розташовувалося біля переправи через Дніпро, близько впадіння у нього Ворскли.
Назва поселення пішла від поняття «волокти», оскільки там жили робітники з худобою, які перетягували (волокли) судна та вантажі на порогах Дніпра, а також із Ворскли до Дніпра. [джерело?]

## Історія

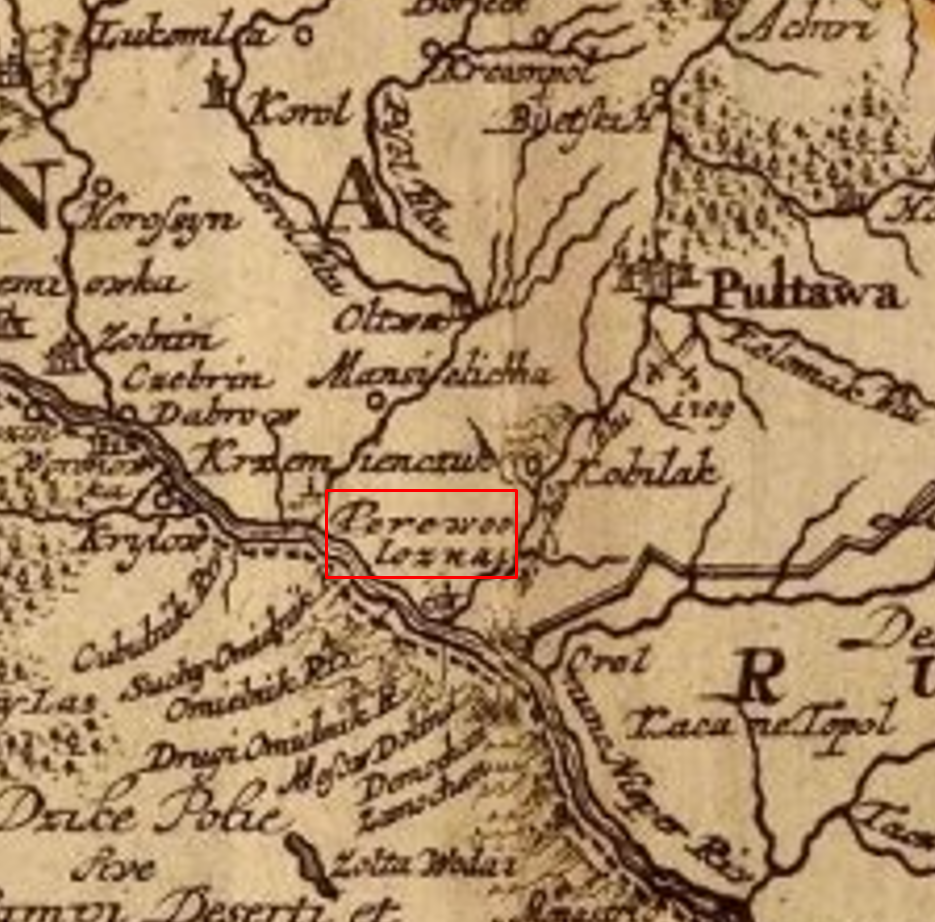
Переволочна на мапі1748 року - "Україна, що є Землею Козаків, з сусідніми провінціями Валахії, Молдавії, Малої Татарії представлена Йоганном Баптистом Гоманном” з атласу видавця з Нюрнбергу Йоганна Баптиста Гоманна

Переволочна була заснована наприкінці XIV століття литовським великим князем Вітовтом як частина ланцюга укріплених поселень, територія поруч була заселена кавказькими народами.

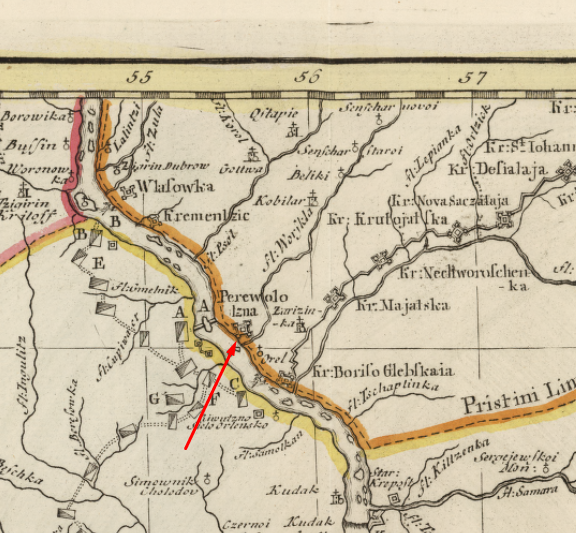
Переволочна на мапі 1737 року, маршрути походів військ до Очакова і Карасубазару.

Згадуєтся ще в актах Давньої Русі, 1092 года, коли Переволочна була взята половцями, від яких була відвойована сином Великого князя Всеволода Мономахом.
Їх завданням була оборона держави від татар та інших степових народів, які влаштовували набіги з південного сходу. На мапі Боплана, який знаходився у 1638 — 1639 рр. неподалік у фортеці Кодак, Переволочна відсутня. Слід зауважити, що поселення як таке мало вже існувати. Проте перші письмові згадки про містечко Переволочну з «земляним замком» трапляються лише в 1647 р.
В 1638 році в Переволочній налічувалося 426 чоловік, та 10 млинів.
Так, у 1647 р. королівський комісар Юрій Немирич купив у київського підскарбія та кагарлицького старости Станіслава Ґурського земельну ділянку по р. Ворскла. В цей період по всіх селищах по Дніпру та у безпосередній близькості до нього налічувалось 4907 дворів. Після цього Немирич став другим найбільшим латифундистом на Лівобережжі після Яреми Вишневецького. Юрію Немиричу належала вся Кобеляцька округа, у якій вже були містечка «Переволочна над Дніпром, Кишеньки, Кобеляки, Беліков Брод і Сенжарів».
Свої претензії на право володіти маєтком висловлював полковник коронного війська Станіслав Потоцький, який мав неприязні стосунки з Ю. Немиричем.
З часом Переволочна входила до складу Полтавського полку Гетьманщини як сотенне містечко, що мало укріплення і замок. У 1753 році Переволочна складалася з 84 дворів, у них жили 53 козаки і 30 переправників. У кінці XIX століття в селищі жило 1681 чоловік.
Це село мало важливе значення, оскільки поруч з ним знаходилася переправа (Переволочанський перевіз) через Дніпро на шляху, що з'єднував Гетьманщину із Запорозькою Січчю і Кримом.
У 1663 р. за гетьманства І.Брюховецького з перших днів, після обрання його гетьманом, Переволочна переходить на бік правобережного гетьмана. Григорій Косагов, який стояв неподалік, писав що Переволочна визнала владу польського короля 21 червня: "поддалися изменнику Тетере, а тот, государь, город нижний на сей стороне Днепра на усть реки Ворскла. А в Запороги, государь, судами с запасы твоим великого государя ратным людям и Запорожским казакам мимо тот город возле стены; и я холоп твой в Омельник, для промыслу над Кременчюком и надо Потоком, без твоего великого государя указу, идти не смею".
У 1681 р. почався обмін полоненими між турками і татарами з одного боку, з іншого боку з Московським царством. Перший обмін відбувся в містечку Переволочна. На ній з московського боку були присутні воєвода севський бліжній окольничий і намісник каречевський Леонтів Романович Неплюєв, а зі сторони гетьмана - гадяцький полковник Михайло Васильович Самойлович та реєнт канцелярії Василь Леонтійович Кочубей, Кримський бік представляли різні "солтани і мурзи".
Ще один обмін полоненими відбувся у Переволочній у 1684 р. - між представниками Московського царства і Гетьманшини, з одного боку, та Османської імперії і Кримського ханства з другого.
За часів козацтва довкола Переволочної відбувся конфлікт між кошовим отаманом Іваном Сірком та Іваном Самойловичем. У подяку за видачу лжецаревича Симеона, цар Олексій Михайлович пожалував Івану Сірку "на жительство, городок Келеберду, у левого берега Днепра", а всьому Війську Запорізькому було надано у володіння перевіз у Переволочній. Однак таке пожалування аж ніяк не входило у плани Івана Самойловича, який намагався поставити під свій контроль Запорізьку Січ. Переволочна та Келеберда були важливими стратегічними пунктами на сполученні Гетьманшини з Січчю, через них ішли усі каравани, які доставляли в Запоріжжя зерно, продукти та військове збіжжя. Тому ні І.Сірко ні Запорізька Січ так і не вступили у свої права стосовно Келеберди та Переволочної - гетьман просто не виконав царський наказ.

### Під час Великої Північної війни
У квітні 1709 року, під час карального походу московських військ на Запорізьку Січ, Переволочна була захоплена і знищена дощенту. Козацький гарнізон був знищений, все населення було вирізане московськими військами.
Після запеклого бою московити вдерлися в містечко, тисячу чоловік перебили на місці, частину людей попалили в хлівах і хатах, деякі з козаків самі потонули при переправі через Дніпро й Ворсклу, так що в полон узяли тільки 12 козаків, один прапор і одну гармату.
Після битви під Полтавою у Переволочній (швидше за все в урочищі Тахтаєво) переправлявся шведський король Карл XII з частиною своєї армії і гетьман Іван Мазепа із запорозькими козаками, при цьому більшість шведського війська, яке залишив король під командуванням Левенгаупта, капітулювала перед московським корпусом генерала Меншикова. З Левенгауптом залишилася і частина запорозьких козаків. Захоплені у полон разом зі шведами запорожці були замордовані.

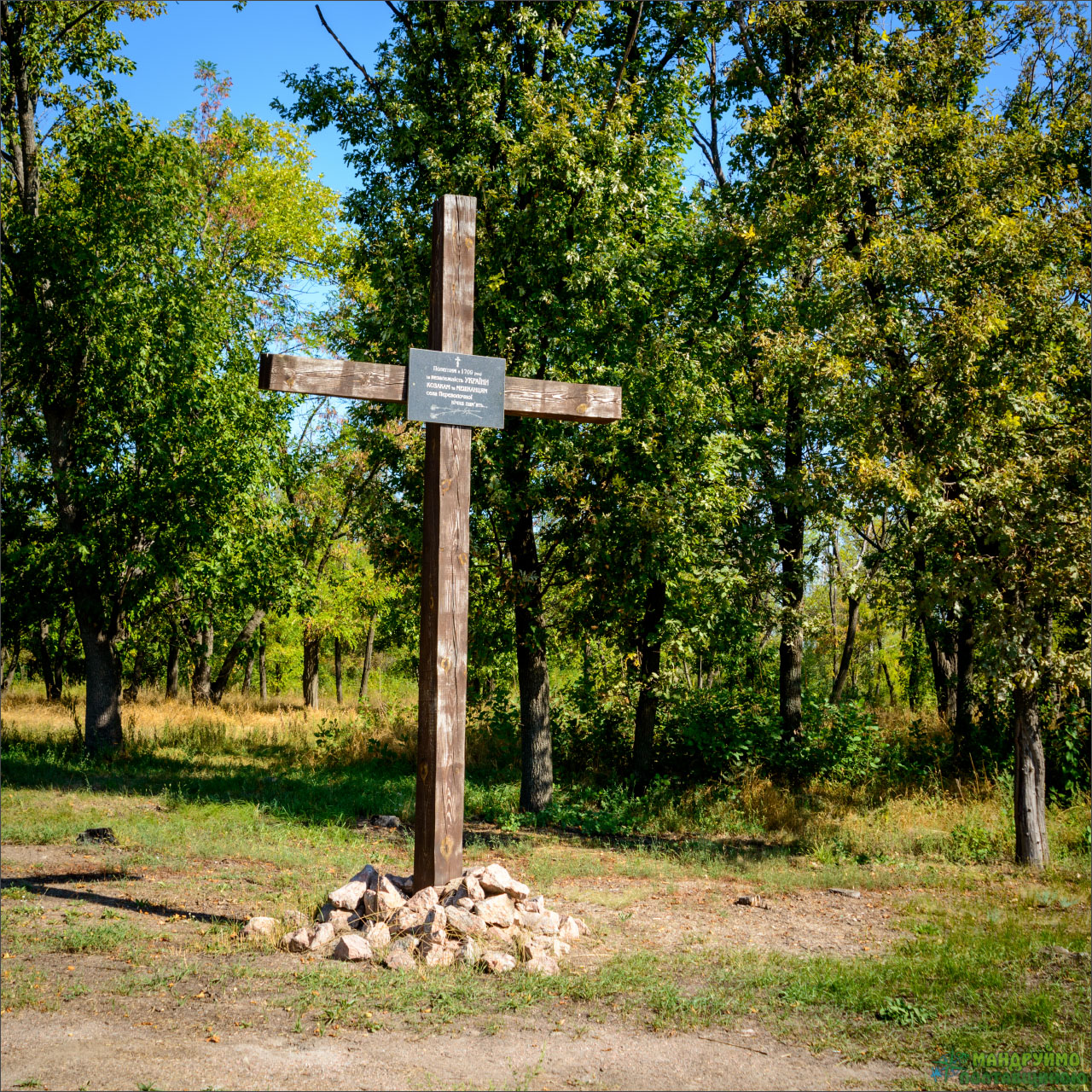
Полеглим в 1709 році за незалежність України козакам та мешканцям села Переволочної вічна пам’ять...
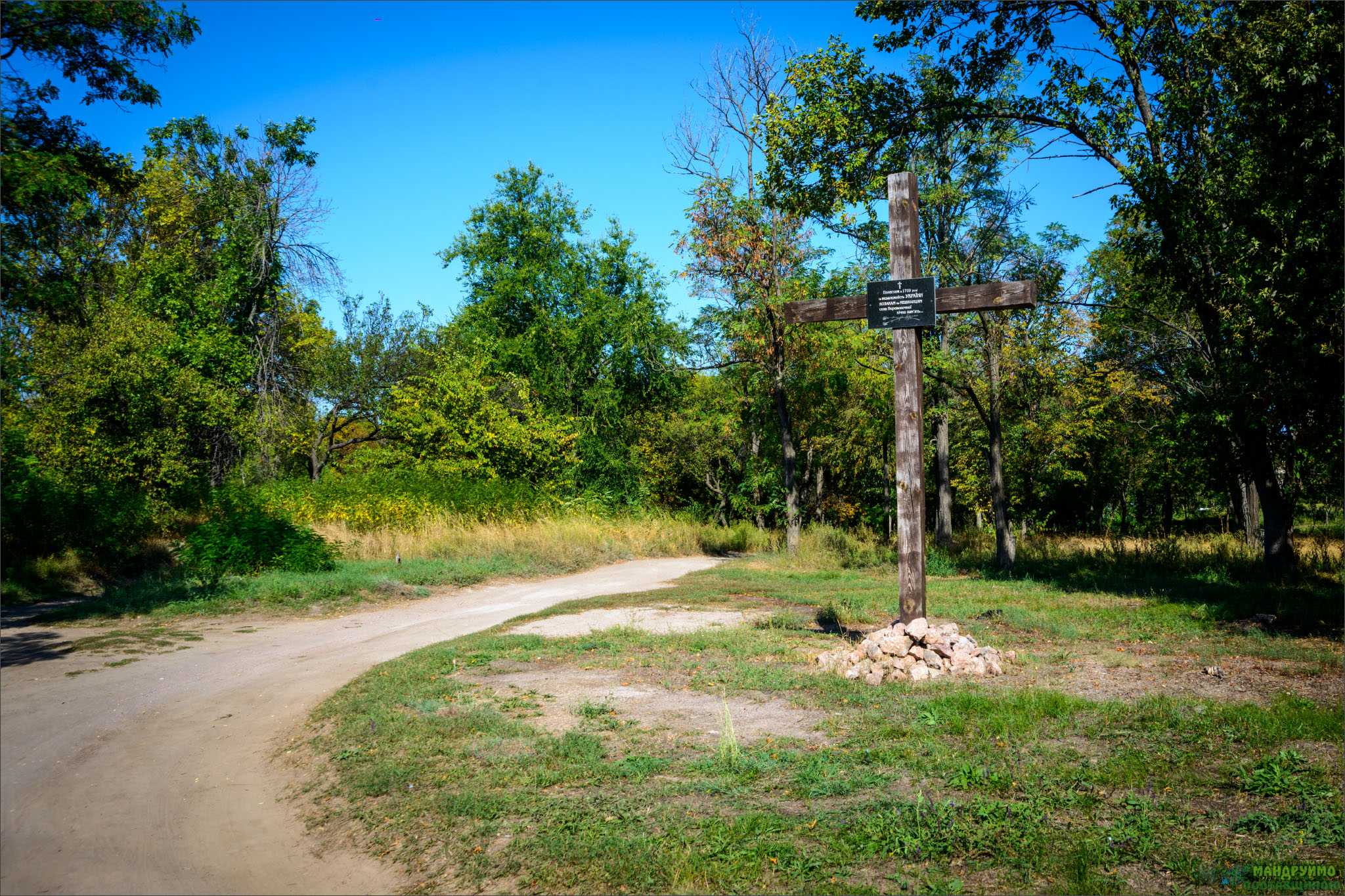
Полеглим в 1709 році за незалежність України козакам та мешканцям села Переволочної вічна пам’ять...
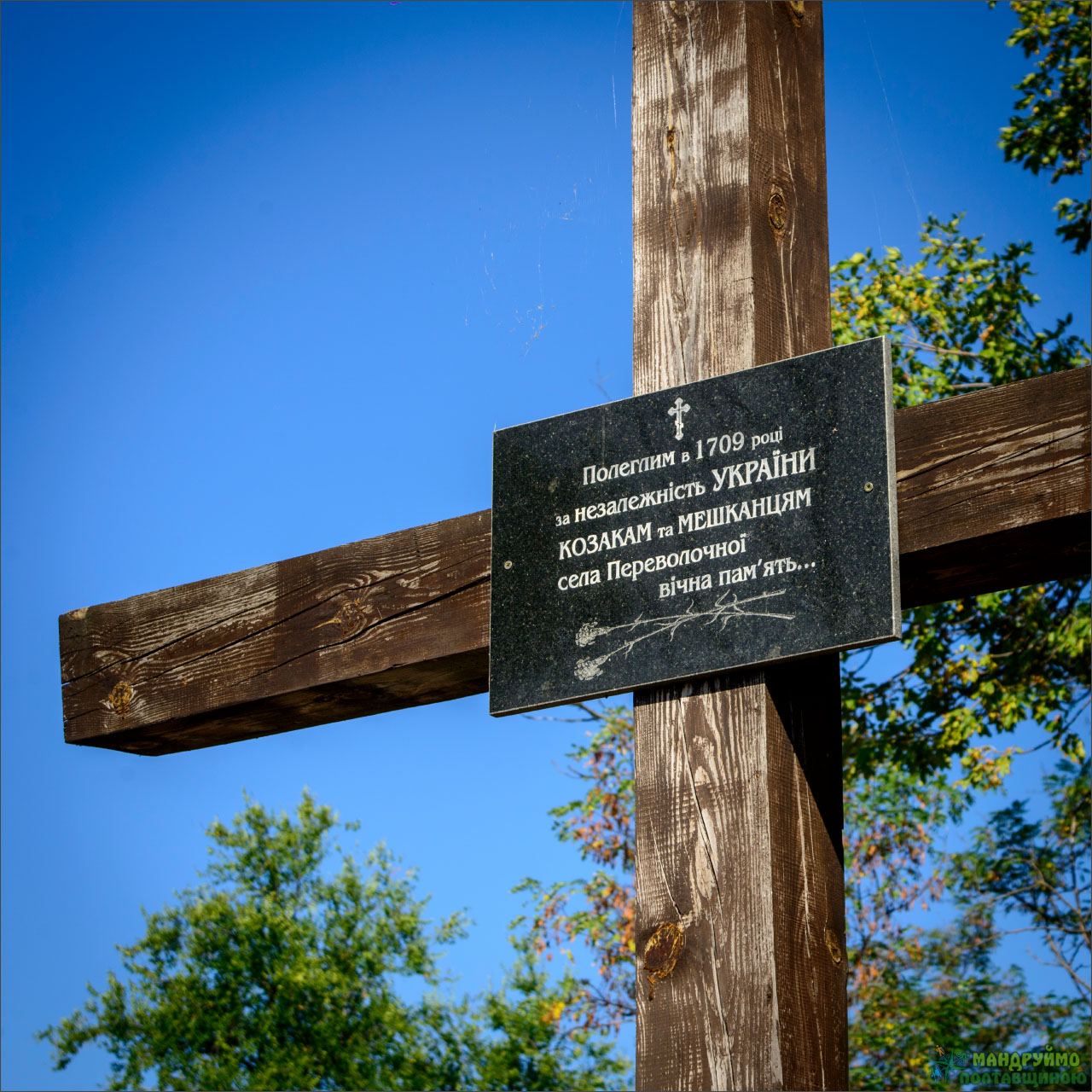
Полеглим в 1709 році за незалежність України козакам та мешканцям села Переволочної вічна пам’ять...
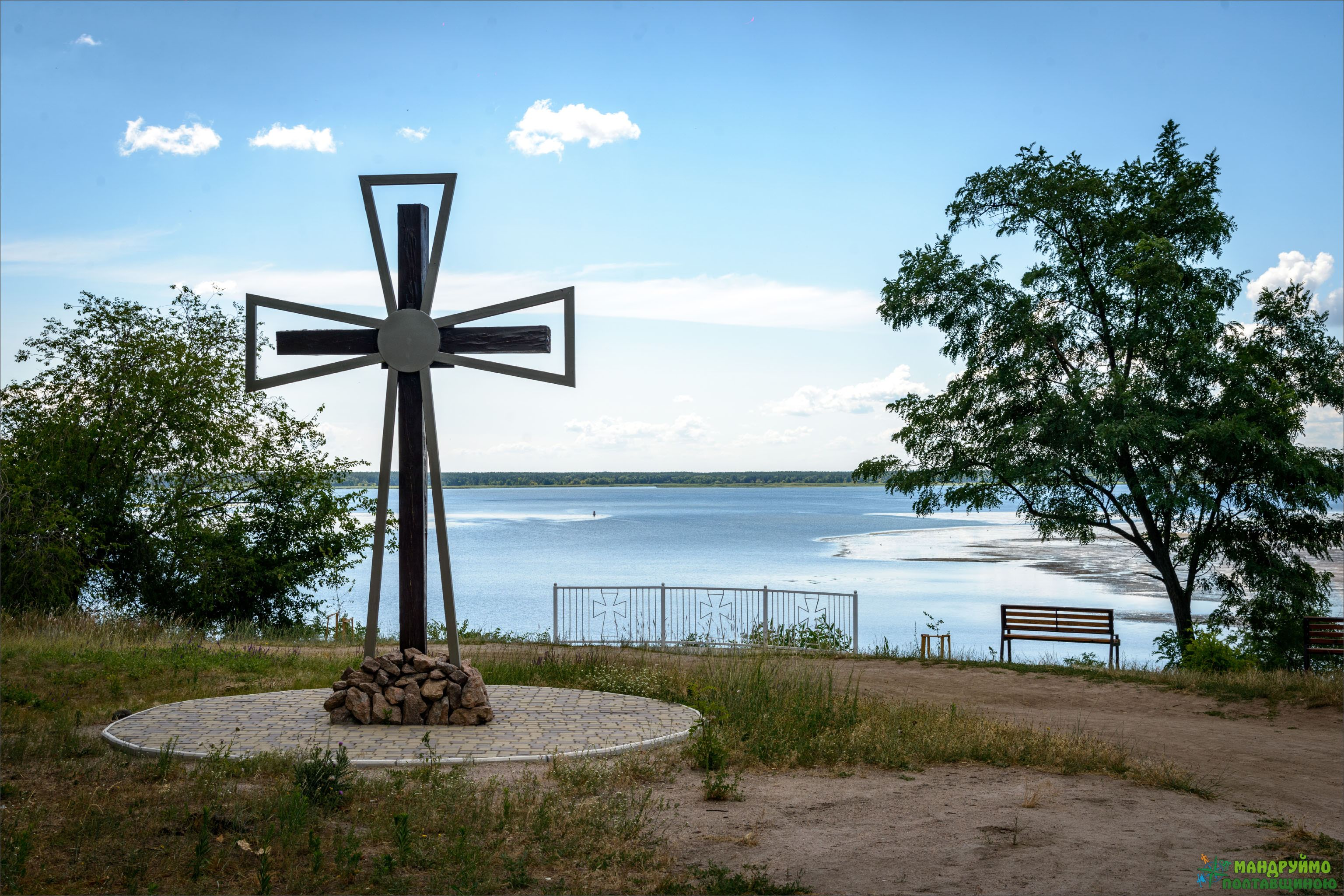
Пам’ятний знак

### У часи Нової Січі
За часів Нової Січі у відбудованій після знищення Переволочні, а також Переволочанській фортеці, перебувала російська митниця (до кінця 18 ст.).
11 лютого 1737 року, під час Російсько-Турецької війни, кримський хан Беглі-Гірей зі своїм військом, у 100 000 татар, перейшов Дніпро по льоду вище Переволочної і, знищивши невеликий загін (100 осіб), що знаходився в обороні Української лінії. майора Леслі, якого було вбито, рушив до Полтави, але, стривожений звісткою про рух російських військ йому назустріч, переправився назад за Дніпро. На початку квітня того ж року армія генерала Мініха (90 000) зібралася у Переволочній, наприкінці місяця переправилася через річку біля Кременчука та Орлика та рушила до Очакова.
В 1753 році Переволочна складалася з 84 дворів, в них жило 53 козака та 30 працівників переправи.
Містечко мало статус сотенного центру Полтавського полку (за даними О.Шафонського, станом на 1764 р. Переволочнянська сотня налічувала: виборних козаків — 189, козаків-підпомічників — 171, «дворян, посполитих і різночинців» — 334[джерело?]). Користувалося печаткою з власним гербом: у полі щита — три перехрещені стріли, покладені вістрями донизу. [джерело?]
У 1764 році, після ліквідації Полтавського полку Катериною ІІ, Переволочна була включена до складу Новоросійської губернії.
Наприкінці XIX ст. проживало 1 681 чол.
На 1909 рік Переволочна, местечко, Кобеляцького повіту, Полтавської губернії, і мешкало в ньому 2 258 жителів.

### В радянські часи
За часів Радянського Союзу, при створенні Кам'янського водосховища в 1964 році населення Переволочної було евакуйовано, а місцевість затоплено.
Єдиною автентичною пам'яткою архітектури з Переволочни залишається дерев'яна церква 1726 р. — Храм Пресвятої Богородиці, який нині знаходиться у Бериславі (Херсонська обл.)

## Уродженці
- Богданович Іполит Федорович (1744–1803) — поет, філософ і письменник Російської імперії.
- Мартинов Іван Іванович (1771–1833) — філолог, ботанік, член Академії Російської.